# Stamm (Biologie)
Rangstufen innerhalb des Systems der Lebewesen (ohne Zwischenstufen)
Der Stamm ist in der biologischen Systematik eine hierarchische Rangstufe der Taxonomie. Ein Stamm in diesem Sinne wird auch Phylum (Mehrzahl Phyla) genannt. Bei Eukaryoten (Lebewesen, deren Zellen einen Zellkern haben) ist jeder Stamm einem Reich untergeordnet. Dagegen werden Prokaryoten (Bakterien und Archaeen) nicht in Reiche aufgeteilt, sondern unmittelbar in Stämme.
Bei Mikroorganismen (insbesondere Bakterien und Pilzen) wird im Deutschen der Begriff „Stamm“ auch in einer abweichenden Bedeutung verwendet, da auch verschiedene Abstammungslinien innerhalb einer Art als Stämme (englisch strains) bezeichnet werden.

## Als taxonomische Rangstufe bei Eukaryoten
In der Domäne der Eukaryoten (Eukaryota) liegt der Stamm als hierarchische Stufe zwischen Reich und Klasse. Jedes beschriebene Lebewesen soll einem Stamm zugeordnet werden, der Stamm gehört also zu den kategorischen Rangstufen. Er wird manchmal weiter aufgeteilt in Unterstämme (Subphyla, Einzahl: Subphylum). Beispiel: Die Wirbeltiere sind ein Unterstamm im Stamm der Chordatiere. Mehrere Stämme werden in manchen Fällen zu einem Überstamm oder Superphylum zusammengefasst.

### Botanik
In der Botanik und der Mykologie wird neben dem Stamm auch das Synonym Abteilung (englisch division, lateinisch divisio) zugelassen. Die Namensendung ist in der Botanik und der Mykologie standardisiert, die Namen enden in der Botanik auf -phyta, in der Mykologie auf -mycota. Traditionell werden neun Stämme der Algen, acht der höheren Pflanzen (Embryophyta) und vier der Pilze unterschieden, diese Einteilung ist nach neueren Erkenntnissen zu großen Teilen überholt, wird aber vielfach weiter verwendet.

### Zoologie
Der Begründer der modernen Taxonomie, Carl von Linné, unterteilte das Reich (regnum) der Tiere (Animalia) hierarchisch in Klassen (classis), Ordnungen (ordo), Gattungen (genus) und Arten (species). Der französische Anatom und Naturforscher Georges Cuvier sah im Tierreich vier höchstrangige Abteilungen vor, die er embranchements nannte und die etwa Linnés Klassen entsprechen: Vertébrés (Wirbeltiere), Mollusques (Weichtiere), Articulés (Gliedertiere) und Radiaires („Strahlentiere“); erst darunter folgen bei Cuvier die classes.
Der Begriff Stamm (lateinisch phylum) als höchste Rangstufe und seine Bezeichnung wurde zuerst von dem deutschen Zoologen Ernst Haeckel eingeführt. Haeckel nennt fünf Stämme: Coelenteraten, Echinodermen, Articulaten, Mollusken, Vertebraten. Die Schwämme (Spongiae) wurden von ihm erkannt, aber nicht dem Tierreich, sondern den Protisten zugerechnet. Für Haeckel waren Stämme grundlegend verschiedene Organisationstypen, die jeweils auf eine gemeinsame Stammart zurückgeführt werden können.
Durch die Erkenntnisfortschritte in der Zoologie werden gegenwärtig etwa dreißig Stämme unterschieden (vgl. Systematik der Vielzelligen Tiere), die Anzahl ist je nach wissenschaftlicher Auffassung aber etwas verschieden. Schwierig ist die Einteilung der Protisten. Traditionell als ein einziger Stamm aufgefasst, werden sie gegenwärtig in eine Vielzahl Stämme gegliedert. Beispielsweise unterschied Thomas Cavalier-Smith 18 Stämme von Protisten und fasste sie als Reich unter der Bezeichnung Protozoa zusammen.
In der Wissenschaft sind gegenwärtig nebeneinander zwei Klassifikationsschemata in Gebrauch. Neben der klassischen, auf Linné zurückgehende, Systematik wird die von Willi Hennig begründete phylogenetische Systematik oder Kladistik unterschieden. Im phylogenetischen System sollen alle Einheiten auf einer Abstammungsgemeinschaft beruhen und alle Nachfahren einer gemeinsamen Stammart umfassen (holophyletische Einheiten). Durch die aufeinander folgenden Aufspaltungen ergibt sich eine Baumstruktur. Gruppierungen, die auch auf eine gemeinsame Stammart zurückgehen (also monophyletisch sind), aber nicht alle deren Nachkommen umfassen, werden von ihm paraphyletisch genannt. Paraphyletische Einheiten sind in der klassischen Systematik, nicht aber in der phylogenetischen Systematik, erlaubt. Durch diese Reform ist der Aspekt der gemeinsamen Gestalt und Organisation, der dem klassischen Begriff des Phylums zugrunde lag, in den Hintergrund getreten. Die meisten der morphologisch begründeten Stämme erwiesen sich zwar als holophyletisch. Aber: Der gemeinsame Bauplan ist nach diesem System für die systematische Einteilung nicht mehr grundlegend, entsprechend definierte Einheiten müssen aufgegeben werden, wenn sie nicht holophyletisch sind, auch wenn die so zusammengefassten Taxa durch ihren gemeinsamen Bauplan gut als zusammengehörig erkennbar wären.
Generell werden die klassischen Tierstämme im phylogenetischen System als Organisationseinheiten meist weiterverwendet, sie entsprechen aber nicht mehr wie im klassischen System einem bestimmten, definierten Rang, müssen also auch nicht zwingend gleichrangig sein. Einige Systematiker ziehen daraus den Schluss, dass Stämme, wie alle anderen Rangstufen der klassischen Systematik, rein willkürliche Einheiten seien, die zugunsten eines reinen Schwestergruppen-Verhältnisses aufgegeben werden sollten. Die meisten Systematiker verwenden allerdings Stämme, wie auch die anderen Ränge der klassischen Systematik, weiter. Daraus ergibt sich kein Widerspruch zur phylogenetischen Systematik, sofern man die (nicht notwendige) Bedingung fallenlässt, das die Schwestergruppen zwingend gleichrangig sein müssen. Die Weiterverwendung besitzt den Vorteil, dass mit einer abgekürzten Notation weitaus mehr Informationen weitergegeben werden können als bei dem völlig unanschaulichen, rein auf Schwestergruppen aufgebautem System mit seiner endlosen Abfolge von Zwischengruppen. Außerdem werden Vergleiche, zum Beispiel der Artenzahlen, erleichtert.
Diese Verwendung des Begriffs soll allerdings nur die Kommunikation über die Organismen erleichtern. Wenn nachgewiesen werden kann, dass eine Artengruppe, die bisher als Stamm aufgefasst wurde, eine Untergruppe eines anderen als Stamm aufgefassten Taxons bildet, wird aufgehört, diese als Stamm zu bezeichnen, um Missverständnisse zu vermeiden. Ein jüngeres Beispiel sind die Bartwürmer: Früher galten sie als Stamm Pogonophora, nun als die Familie Siboglinidae im Stamm der Ringelwürmer (Annelida).
Als Stamm oder Phylum wird gegenwärtig gewöhnlich eine Gruppe von Organismen mit ähnlicher Gestalt bzw. ähnlichem „Bauplan“ zusammengefasst, wenn dieser so unähnlich zu demjenigen der Angehörigen anderer Stämme ist, dass nicht beide auf ein ihnen gemeinsames Grundmuster zusammengeführt werden können. Die heutigen Stämme lassen sich mit wenigen Ausnahmen anhand von Fossilfunden bis ins Kambrium zurückverfolgen.
Taxa im Rang eines Stammes (und alle anderen Taxa oberhalb der Überfamilie) unterliegen nicht den Regeln des ICZN. Das bedeutet, dass die im Code festgeschriebenen Regeln auf die Namen von Stämmen nicht angewendet werden müssen. Das betrifft insbesondere die Regeln zur Validität (Verfügbarkeit) von Namen und das Prinzip der Priorität, nach dem der zuerst vorgeschlagene/älteste Name verwendet werden soll, wenn mehrere Namen für dieselbe Gruppe verfügbar sind. Namen von Stämmen werden deshalb mehr oder weniger durch den Konsens der beteiligten Fachleute festgeschrieben, die einen bestimmten Namen verwenden – oder eben nicht. In der Praxis achten die meisten Wissenschaftler auch bei den Stämmen die Priorität und verwenden die traditionellen Namen auch dann, wenn sie die beteiligten Taxa etwas umdefinieren, z. B. Taxa aus ihnen herausgliedern oder andere hinzufügen. Abweichungen kommen vor allem bei Anhängern des PhyloCode vor. Dieses neu vorgeschlagene Regelwerk wird aber von den meisten Wissenschaftlern ignoriert.

## Als taxonomische Rangstufe bei Prokaryoten
Bei den Domänen Bakterien (Bacteria) und Archaeen (Archaea) liegt in der offiziellen Taxonomie die Rangstufe Stamm (Phylum) direkt unter der der Domäne, diese beiden Domänen werden also in Stämme (Phyla) unterteilt. Die Anzahl der Stämme ist im Fluss und innerhalb der Wissenschaft umstritten; in den vergangenen Jahren hat sich ihre Anzahl merklich erhöht. Mit Stand Juli 2022 wird von mindestens 78 Stämmen (Phyla) der Bakterien (davon 36 gültig veröffentlichten) und 19 Stämmen (Phyla) der Archaeen (davon nur 2 gültig veröffentlichten) ausgegangen.
Die Namensgebung erfolgt durch das Internationale Komitee zur Systematik von Prokaryonten (ICSP).

## Innerhalb einer Mikroben- oder Viren-Spezies
Keine taxonomische Rangstufe sind die als Stämme (englisch strains) bezeichneten Abstammungslinien von Mikropilzen, Protisten, Prokaryoten (Bakterien und Archaeen) sowie Viren. Diese Kulturstämme (Reinkultur) werden unter anderem als nomenklatorischer Typus (Typstamm) zur Definition von Arten (Spezies) und Unterarten (Subspezies) eingesetzt. Ein Stamm in diesem Sinn besteht aus einem Klon, da es sich um eine durch ungeschlechtliche Vermehrung erzeugte Population handelt.
Ein Beispiel für einen Stamm in diesem Sinn ist der Bakterienstamm Rhodococcus jostii RHA1 innerhalb der Bakterienart Rhodococcus jostii. Diese Art wird in der Systematik der Bakterien wie folgt eingeordnet:
- Art: Rhodococcus jostii, Gattung: Rhodococcus, Familie: Nocardiaceae, Unterordnung: Corynebacterineae, Ordnung: Actinomycetales, Abteilung/Stamm/Phylum: Actinobacteria, Domäne: Bakterien

Das heißt, innerhalb der Art Rhodococcus jostii gibt es den „Stamm“ Rhodococcus jostii RHA1; die Art Rhodococcus jostii gehört ihrerseits zum „Stamm“ (alias Abteilung oder Phylum) der Actinobakterien. Das Beispiel verdeutlicht die Zweideutigkeit des Begriffs Stamm beziehungsweise Bakterienstamm. Zur Bezeichnung des Rangs direkt unterhalb der Domäne kann man bei Bakterien auf mehrere Synonyme ausweichen: lateinisch Phylum oder auch gleichbedeutend Abteilung (lateinisch Divisio, englisch division).
Auch bei manchen Pilzen (Hefen, Schimmelpilze) wird der Begriff Stamm in diesem Sinn gebraucht. Beispiele etwa hier.
In der Virologie wird entsprechend den Regeln des International Committee on Taxonomy of Viruses (ICTV) grundsätzlich die Bezeichnung Phylum benutzt anstelle von Abteilung oder Stamm (im Sinne einer taxonomischen Rangstufe). Die Namensendungen sind -viricota für Phyla und -viricotina für Subphyla, Superphyla sind derzeit (Stand April 2020) nicht zulässig. In der Virologie ist also ein Stamm eine nicht-taxonomische Bezeichnung und stets einer Art untergeordnet.